# Campeonato Sudamericano de Clubes de Voleibol Masculino de 2020
El Campeonato Sudamericano de Clubes de Voleibol Masculino de 2020 fue la décima segunda edición, desde su reanudación, del torneo de voleibol masculino más importante a nivel de clubes en Sudamérica. El torneo comenzó el 11 de febrero y finalizó el 15 del mismo mes de 2020 y la sede fue Contagem, Belo Horizonte, Brasil.

## Equipos participantes
Los campeones nacionales de Argentina, Brasil, Perú y Uruguay obtuvieron la clasificación al torneo.
| País      | Cupos | Equipos                                                                        |
| --------- | ----- | ------------------------------------------------------------------------------ |
| Argentina | 2     | Bolívar Vóley — campeón argentino UPCN San Juan - campeón de la Copa Argentina |
| Brasil    | 2     | Sada Cruzeiro - campeón defensor EMS Taubaté Funvic - campeón brasilero        |
| Bolivia   | 1     | Club San Martín - campeón boliviano                                            |
| Perú      | 1     | Regatas Lima - campeón peruano                                                 |
| Uruguay   | 1     | Club Juan Ferreira - campeón de la Liga de Vóleibol del Sur.                   |

## Modo de disputa
El campeonato se juega en dos fases, la fase de grupos y las eliminatorias. En primera instancia, los equipos se dividen en dos grupos, A y B, donde los equipos se enfrentan los unos a los otros. Los dos mejores equipos de cada grupo avanzan a la segunda fase, de eliminatorias. 
Los equipos ubicados en las terceras posiciones de cada grupo se enfrentan para determinar el quinto puesto, mientras que los últimos de grupo se enfrentan por el séptimo puesto.
Los mejores cuatro equipos se enfrentan en la segunda fase, donde el primero de un grupo se enfrenta al segundo del otro. Los dos ganadores avanzan a la final mientras que los perdedores disputan el tercer puesto.

## Resultados

### Primera fase
Los horarios corresponden al huso horario de Brasil en verano, UTC–2.

#### Grupo A
| Pos. | Equipo              | Pts | PG | PP | SG | SP | PG  | PP  |
| ---- | ------------------- | --- | -- | -- | -- | -- | --- | --- |
| 1.°  | UPCN San Juan Vóley | 6   | 2  | 0  | 6  | 1  | 178 | 154 |
| 2.°  | EMS Taubaté FUNVIC  | 3   | 1  | 1  | 4  | 3  | 178 | 152 |
| 3.°  | Regatas Lima        | 0   | 0  | 2  | 0  | 6  | 100 | 150 |

|  | Clasificados a semifinales. |

| Fecha                | Equipo 1            | Res.  | Equipo 2            | Set 1 | Set 2 | Set 3 | Set 4 | Set 5 | Total     | Reporte                                                                                                   |
| -------------------- | ------------------- | ----- | ------------------- | ----- | ----- | ----- | ----- | ----- | --------- | --- |
| 11 de febrero, 18:00 | UPCN San Juan Vóley | 3 – 0 | Regatas Lima        | 25-17 | 25-16 | 25-18 |       |       | 75 – 51   | Reporte (enlace roto disponible en Internet Archive; véase el historial, la primera versión y la última). |
| 12 de febrero, 18:00 | EMS Taubaté Funvic  | 3 – 0 | Regatas Lima        | 25-16 | 25-20 | 25-13 |       |       | 75 – 49   | Reporte (enlace roto disponible en Internet Archive; véase el historial, la primera versión y la última). |
| 13 de febrero, 20:00 | EMS Taubaté Funvic  | 1 – 3 | UPCN San Juan Vóley | 31-33 | 23-25 | 25-19 | 24-26 |       | 103 – 103 | Reporte (enlace roto disponible en Internet Archive; véase el historial, la primera versión y la última). |

#### Grupo B
| Pos. | Equipo        | Pts | PG | PP | SG | SP | PG  | PP  |
| ---- | ------------- | --- | -- | -- | -- | -- | --- | --- |
| 1.°  | Sada Cruzeiro | 6   | 2  | 0  | 6  | 0  | 154 | 110 |
| 2.°  | Bolívar Vóley | 3   | 1  | 1  | 3  | 3  | 143 | 121 |
| 3.°  | Juan Ferreira | 0   | 0  | 2  | 0  | 6  | 84  | 150 |

|  | Clasificados a semifinales. |

| Fecha                | Equipo 1      | Res.  | Equipo 2      | Set 1 | Set 2 | Set 3 | Set 4 | Set 5 | Total   | Reporte                                                                                                   |
| -------------------- | ------------- | ----- | ------------- | ----- | ----- | ----- | ----- | ----- | ------- | --- |
| 11 de febrero, 20:00 | Sada Cruzeiro | 3 – 0 | Juan Ferreira | 25-14 | 25-14 | 25-14 |       |       | 75 – 42 | Reporte (enlace roto disponible en Internet Archive; véase el historial, la primera versión y la última). |
| 12 de febrero, 20:00 | Sada Cruzeiro | 3 – 0 | Bolívar Vóley | 25-18 | 29-27 | 25-23 |       |       | 79 – 68 | Reporte (enlace roto disponible en Internet Archive; véase el historial, la primera versión y la última). |
| 13 de febrero, 18:00 | Bolívar Vóley | 3 – 0 | Juan Ferreira | 25-13 | 25-13 | 25-16 |       |       | 75 – 42 | Reporte (enlace roto disponible en Internet Archive; véase el historial, la primera versión y la última). |

### Segunda fase
Los horarios corresponden al huso horario de Brasil en verano, UTC–2.
|  | Semifinales         | Semifinales |                     |               | Final              | Final        |  |
|  |                     |             |                     |               |                    |              |  |
|  |                     |             |                     |               |                    |              |  |
|  | UPCN San Juan Vóley | 3           |                     |               |                    |              |  |
|  | UPCN San Juan Vóley | 3           |                     |               |                    |              |  |
|  | Bolívar Vóley       | 1           |                     |               |                    |              |  |
|  | Bolívar Vóley       | 1           |                     | Sada Cruzeiro | 3                  |              |  |
|  |                     |             |                     | Sada Cruzeiro | 3                  |              |  |
|  |                     |             | UPCN San Juan Vóley | 1             |                    |              |  |
|  | Sada Cruzeiro       | 3           | UPCN San Juan Vóley | 1             |                    |              |  |
|  | Sada Cruzeiro       | 3           |                     |               |                    |              |  |
|  | EMS Taubaté FUNVIC  | 2           |                     |               | Tercer lugar       | Tercer lugar |  |
|  | EMS Taubaté FUNVIC  | 2           |                     |               | Tercer lugar       | Tercer lugar |  |
|  |                     |             |                     |               |                    |              |  |
|  |                     |             |                     |               | EMS Taubaté FUNVIC | 3            |  |
|  |                     |             |                     |               | EMS Taubaté FUNVIC | 3            |  |
|  |                     |             |                     |               | Bolívar Vóley      | 1            |  |
|  |                     |             |                     |               | Bolívar Vóley      | 1            |  |
|  |                     |             |                     |               |                    |              |  |

|  | Quinto puesto |   |  |
|  |               |   |  |
|  | Regatas Lima  | 3 |  |
|  | Regatas Lima  | 3 |  |
|  | Juan Ferreira | 0 |  |
|  | Juan Ferreira | 0 |  |

#### Quinto puesto
| Fecha                | Equipo 1     | Res.  | Equipo 2      | Set 1 | Set 2 | Set 3 | Set 4 | Set 5 | Total   | Reporte |
| -------------------- | ------------ | ----- | ------------- | ----- | ----- | ----- | ----- | ----- | ------- | ------- |
| 14 de febrero, 16:00 | Regatas Lima | 3 – 0 | Juan Ferreira | 25-18 | 25-18 | 25-13 |       |       | 75 – 49 | Reporte |

#### Semifinales
| Fecha                | Equipo 1            | Res.  | Equipo 2           | Set 1 | Set 2 | Set 3 | Set 4 | Set 5 | Total     | Reporte |
| -------------------- | ------------------- | ----- | ------------------ | ----- | ----- | ----- | ----- | ----- | --------- | ------- |
| 14 de febrero, 19:00 | Sada Cruzeiro       | 3 – 2 | EMS Taubaté FUNVIC | 23-25 | 25-16 | 21-25 | 25-23 | 15-13 | 109 – 102 | Reporte |
| 14 de febrero, 21:30 | UPCN San Juan Vóley | 3 – 1 | Bolívar Vóley      | 25-23 | 21-25 | 26-24 | 25-22 |       | 97 – 94   | Reporte |

#### Tercer puesto
| Fecha                | Equipo 1           | Res.  | Equipo 2      | Set 1 | Set 2 | Set 3 | Set 4 | Set 5 | Total   | Reporte |
| -------------------- | ------------------ | ----- | ------------- | ----- | ----- | ----- | ----- | ----- | ------- | ------- |
| 15 de febrero, 18:00 | EMS Taubaté FUNVIC | 3 – 1 | Bolívar Vóley | 25-19 | 26-24 | 21-25 | 25-13 |       | 97 – 81 | Reporte |

#### Final
| Fecha                | Equipo 1      | Res.  | Equipo 2            | Set 1 | Set 2 | Set 3 | Set 4 | Set 5 | Total   | Reporte |
| -------------------- | ------------- | ----- | ------------------- | ----- | ----- | ----- | ----- | ----- | ------- | ------- |
| 15 de febrero, 20:00 | Sada Cruzeiro | 3 – 1 | UPCN San Juan Vóley | 25-18 | 14-25 | 25-19 | 25-23 |       | 89 – 85 | Reporte |

## Posiciones finales
| Pos.              | Equipo             |
| ----------------- | ------------------ |
| Medalla de oro    | Sada Cruzeiro      |
| Medalla de plata  | UPCN San Juan      |
| Medalla de bronce | EMS Taubaté Funvic |
| 4.°               | Bolívar Vóley      |
| 5.°               | Regatas Lima       |
| 6.°               | Club Juan Ferreira |

|  | Clasificado al Mundial de Clubes de la FIVB de 2020 |

| Campeón Sudamericano de Clubes |
| ------------------------------ |
| Sada Cruzeiro Séptimo título   |

## Distinciones individuales
Al culminar la competición la organización del torneo entregó los siguientes premios individuales:
- Jugador más valioso (MVP)

 Fernando Cachopa (Sada Cruzeiro)
- Mejor armador

 Sebastián Brajkovic (UPCN San Juan)
- Mejores atacantes de punta

 Facundo Conte (Sada Cruzeiro)
 Miguel Ángel López (UPCN San Juan)
- Mejores centrales

 Otávio (Sada Cruzeiro)
 Maurício (EMS Taubaté Funvic)
- Mejor opuesto

 Luan (Sada Cruzeiro)
- Mejor líbero

 Nicolás Perren (UPCN San Juan)